# Markus Tilly
Markus Andreas Tilly, född 21 april 1976 i Ängelholm, är en svensk fotbollstränare och tidigare spelare. Han jobbade mellan 2016 och 2021 som huvudtränare och tipselitansvarig för Ängelholms FF (U19). Han jobbade tidigare även inom P93-landslagets tränarstab.
Tilly är akademichef i GIF Sundsvall sedan 2022.

## Spelarkarriär
Tilly började sin spelarkarriär i Ängelholms FF, vilka han spelade för i division 3 mellan 1993 och 1995. Han började studera på Gymnastik- och idrottshögskolan i Stockholm 1995 och spelade då för IK Bele. Till säsongen 1998 återvände han till Ängelholms FF, där han spelade fram tills 2004. Under tiden i ÄFF spelade han bland annat 30 matcher i Superettan 2002. 2005 spelade han för Strövelstorps GIF i division 7. Han avslutade därefter sin spelarkarriär.

## Tränarkarriär
Tilly påbörjade sin tränarkarriär i Ängelholms FF:s ungdomslag som han tränade mellan 1999 och 2004. 2005 var han assisterande tränare i Strövelstorps GIF och 2006 huvudtränare för Klippans FF. 2008 blev han tränare för Ängelholms FF:s tipselitlag, vilket han var fram tills hösten 2011 då ÄFF valde att lägga ner sitt U21-lag. Mellan 2009 och 2011 var han även assisterande tränare i Ängelholms FF:s A-lag. Under två år (2010–2011) var han assisterande förbundskapten för P93-landslaget.
I december 2012 blev han klar som assisterande tränare för FC Rosengård (tidigare LdB Malmö FC) under huvudtränaren Jonas Eidevall. I juni 2014 blev det klart att Tilly tar över som huvudtränare efter att Eidevall lämnat klubben. I juli 2015 blev Tilly sjukskriven och Therese Sjögran gick in som vikarierande tränare. I januari 2016 tog Markus Tilly över som tipselitanvsvarig för Ängelholms FF ungdomslag, och blev även huvudtränare för U19-laget.